# Fontana Pretoria
La fontaine prétorienne (en italien : Fontana Pretoria) est une fontaine monumentale de Palerme située au cœur du centre historique de la ville qui représente le monument le plus important de la Piazza Pretoria. La fontaine est construite par Francesco Camilliani dans la ville de Florence en 1554, mais est déplacée à Palerme en 1574.
En raison de la nudité de ses statues de la fontaine, les habitants la surnomment la « fontaine de la Honte »  (Fontana delle Vergogne).

## Histoire

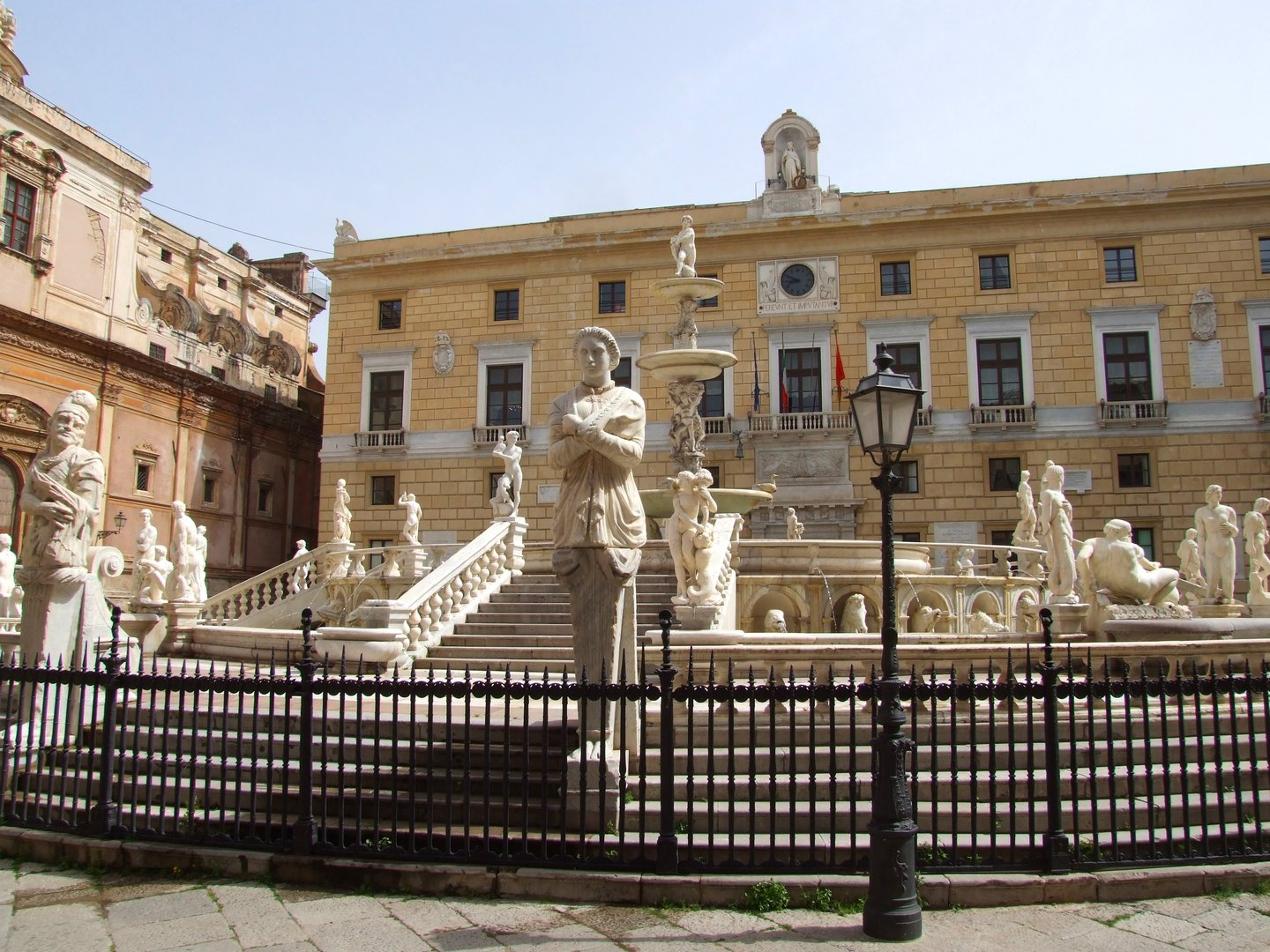
La fontaine avec le Palazzo Pretorio en arrière-plan

### Origine florentine
La fontaine est réalisée pour le jardin de don Luigi de Toledo à Florence. Le terrain du jardin appartenait aux religieuses de San Domenico al Maglio mais est obtenu, après beaucoup de pression, en 1551. En 1584, le Palazzo di San Clemente est construit sur ce site. La création de ce jardin insolite (dépourvu de palais), et de la fontaine, est commandée au sculpteur florentin Francesco Camilliani, élève de Baccio Bandinelli.
Les travaux commencent en 1554. La fontaine comprenait 48 statues et était entourée d'une longue tonnelle formée de 90 colonnes de bois conçues par Bartolomeo Ammannati. Giorgio Vasari décrit la fontaine comme ceci : « stupendissima (...) che non ha pari in Fiorenza nè forse in Italia » (« absolument merveilleuse (...) sans pareille à Florence et peut-être dans toute l'Italie »).

### Déménagement à Palerme

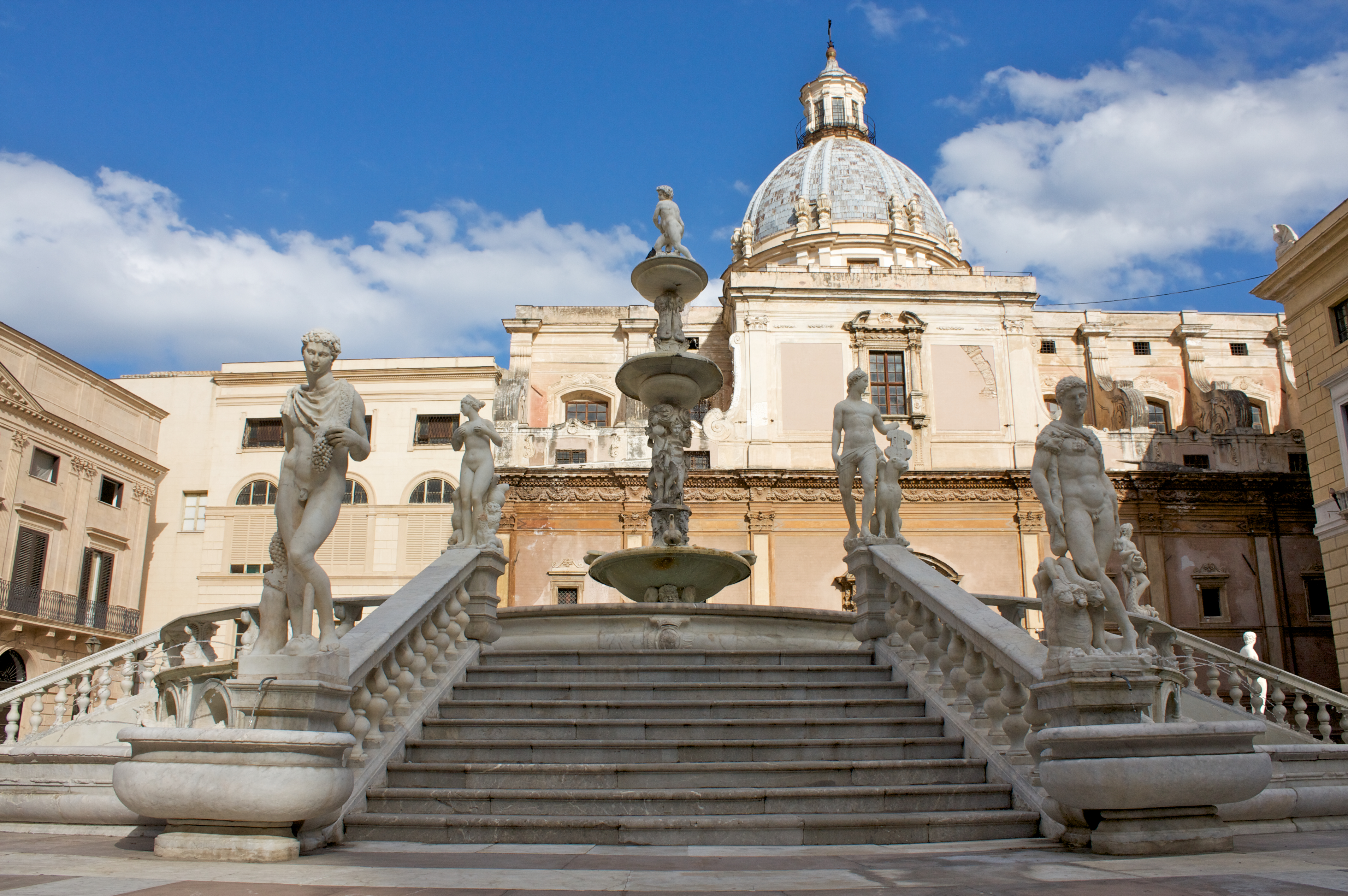
La fontaine avec le dôme de Santa Caterina en arrière-plan

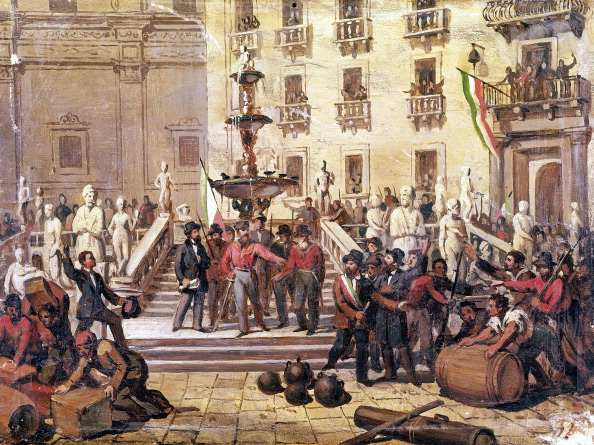
Expédition des Mille, Garibaldi, sur la Piazza Pretoria

En 1573, Luigi de Toledo (frère de l'ancien vice-roi de Sicile García de Toledo), endetté et sur le point de déménager à Naples, vend la fontaine à la ville de Palerme.
Le 26 mai 1574, la fontaine arrive à Palerme. Pour son transport, la fontaine est démontée en 644 pièces. Afin de lui faire de la place, plusieurs bâtiments sont démolis. Toutefois, la fontaine, à son arrivée à Palerme, est incomplète. Certaines sculptures ont été endommagées pendant le trajet, d'autres sont peut-être conservées par Luigi de Toledo (probablement les statues de deux Divinités conservées au musée Bargello de Florence et d'autres statues placées à Naples, puis dans le jardin d'Abadia, dans la ville espagnole de Cáceres).
Par conséquent, à Palerme, certains ajustements sont nécessaires. Le travail d'assemblage est réalisé par Camillo Camilliani, fils de Francesco Camilliani. En 1581, il achève les travaux avec l'aide de Michel-Ange Naccherino.
Entre le XVIIIe et le XIXe siècle, la fontaine est considérée comme une sorte de représentation de la municipalité corrompue de Palerme. Pour cette raison et en raison de la nudité des statues, la place devient célèbre sous le nom de « Piazza della Vergogna » (Place de la Honte).
En 1998, la restauration de la fontaine commence. Elle s'achève en 2003.

## Description
La fontaine représente les douze Divinités olympiennes, d'autres figures mythologiques, des animaux, et les rivières de Palerme.

## Galerie

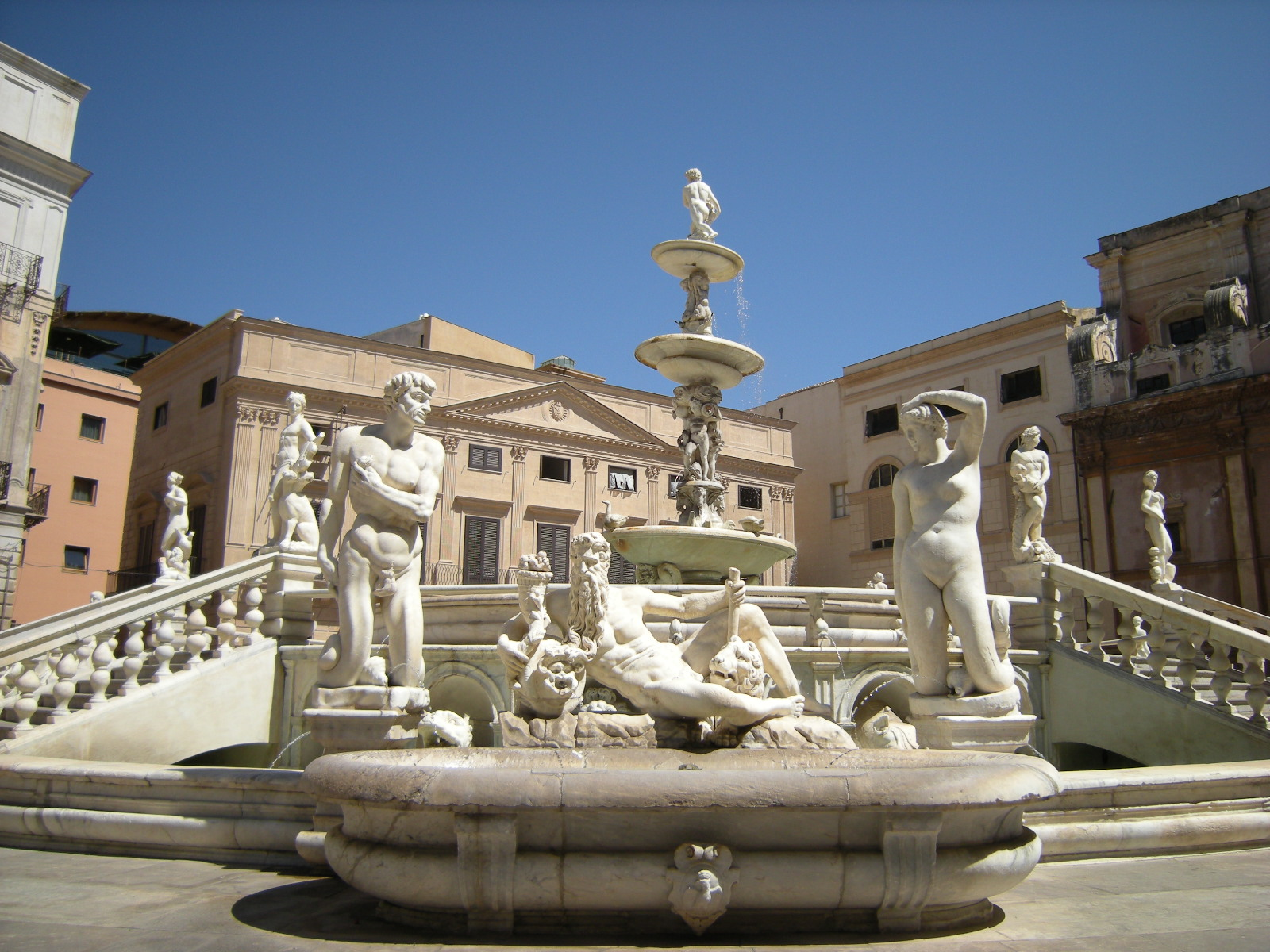
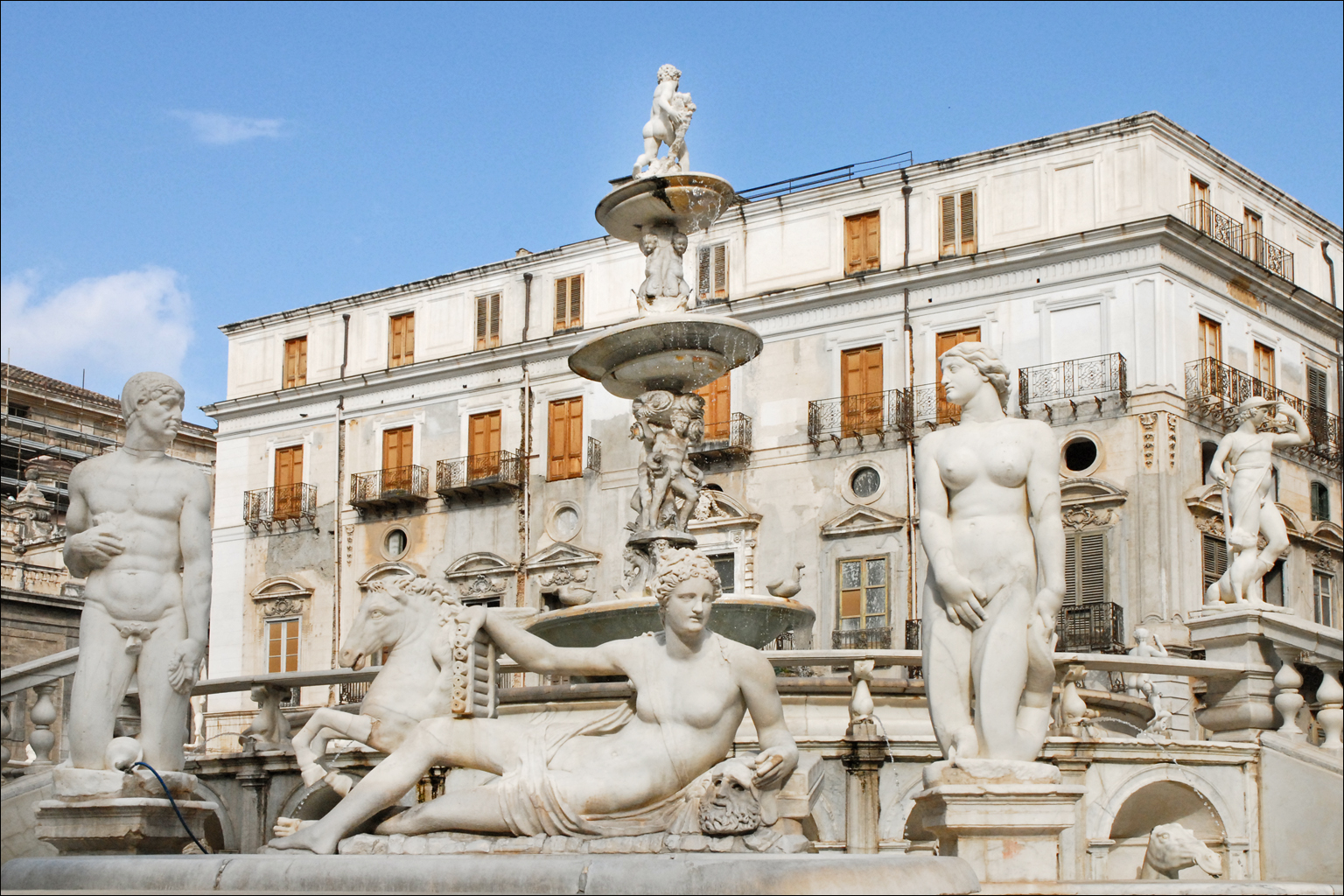
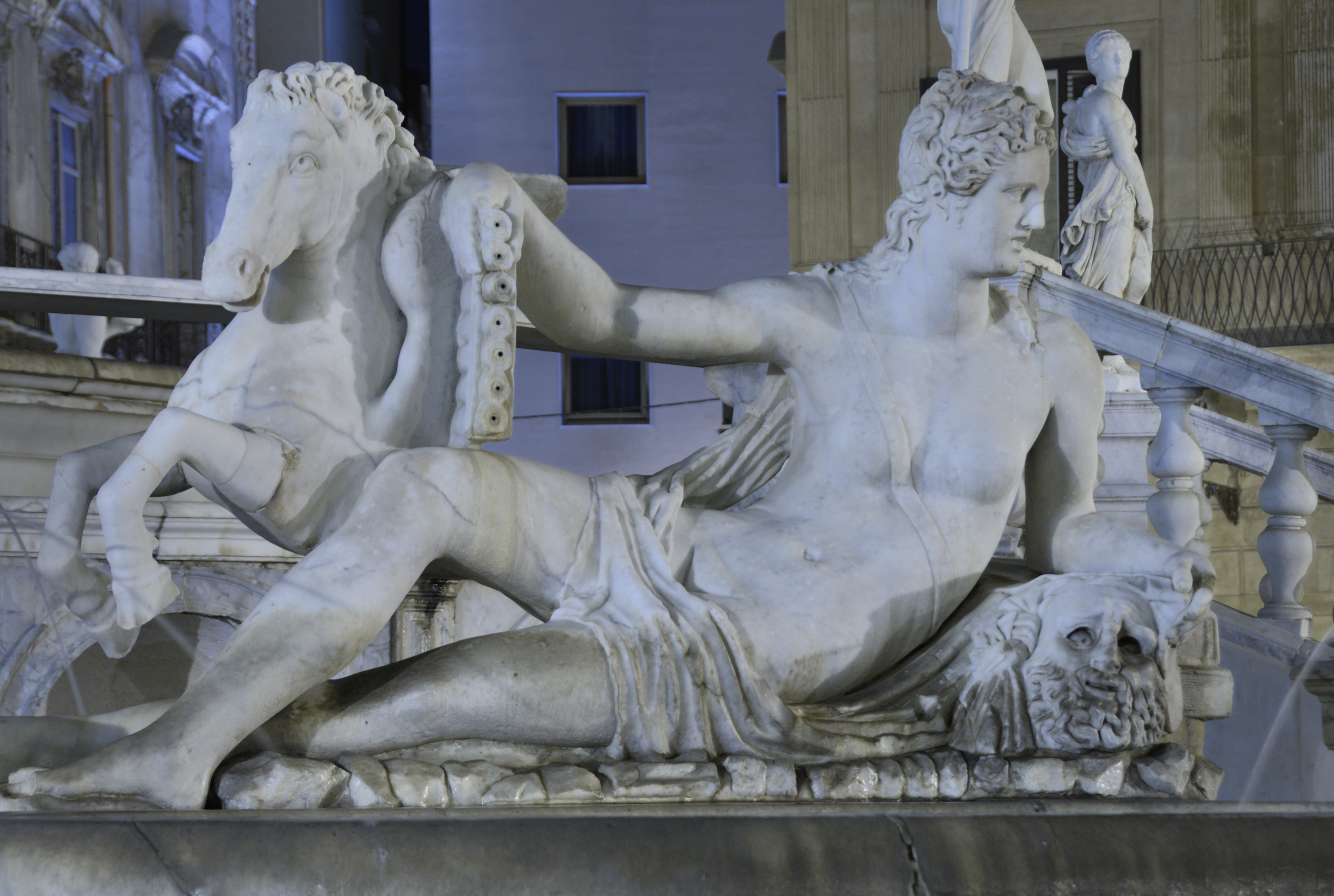
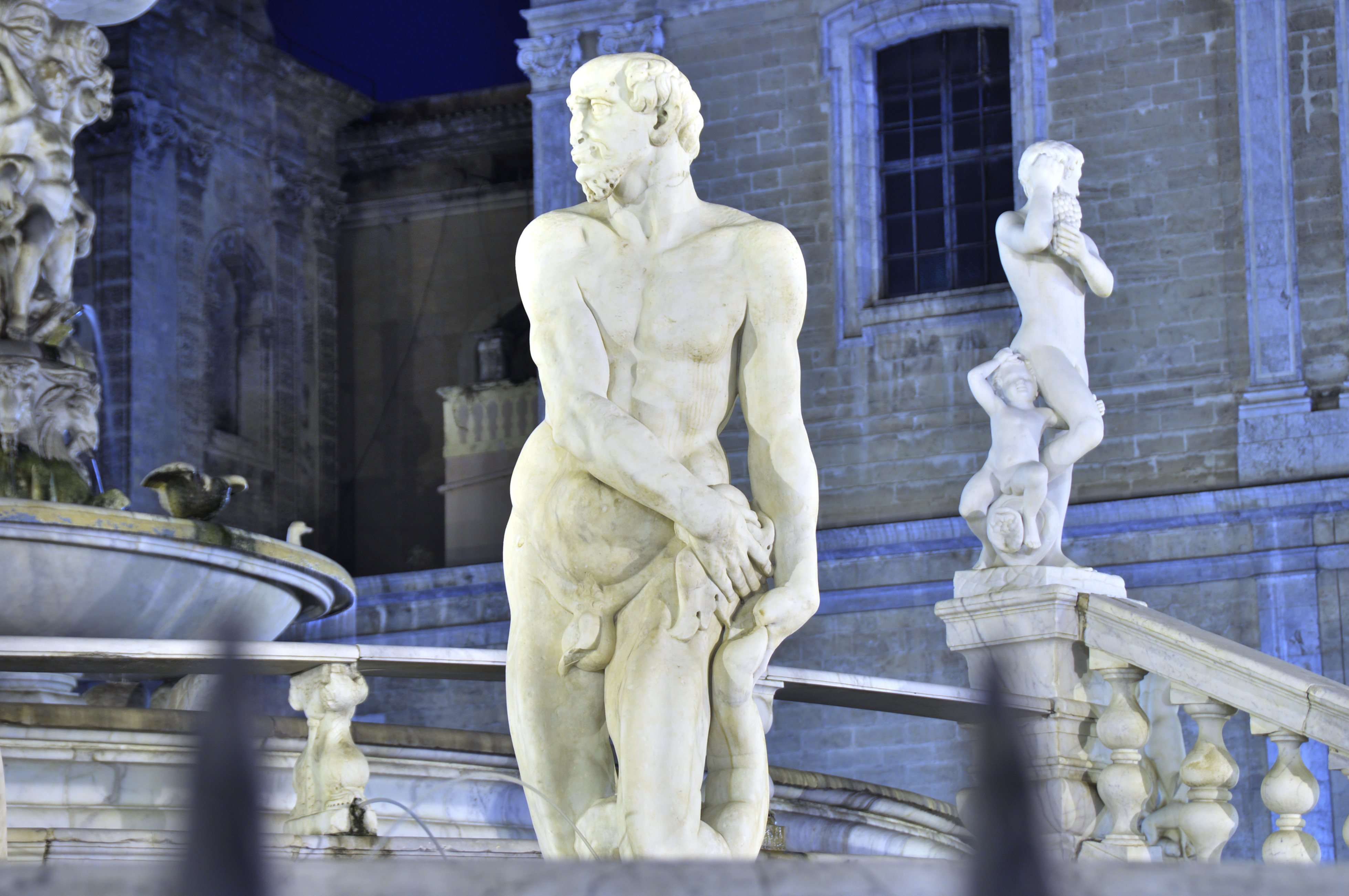
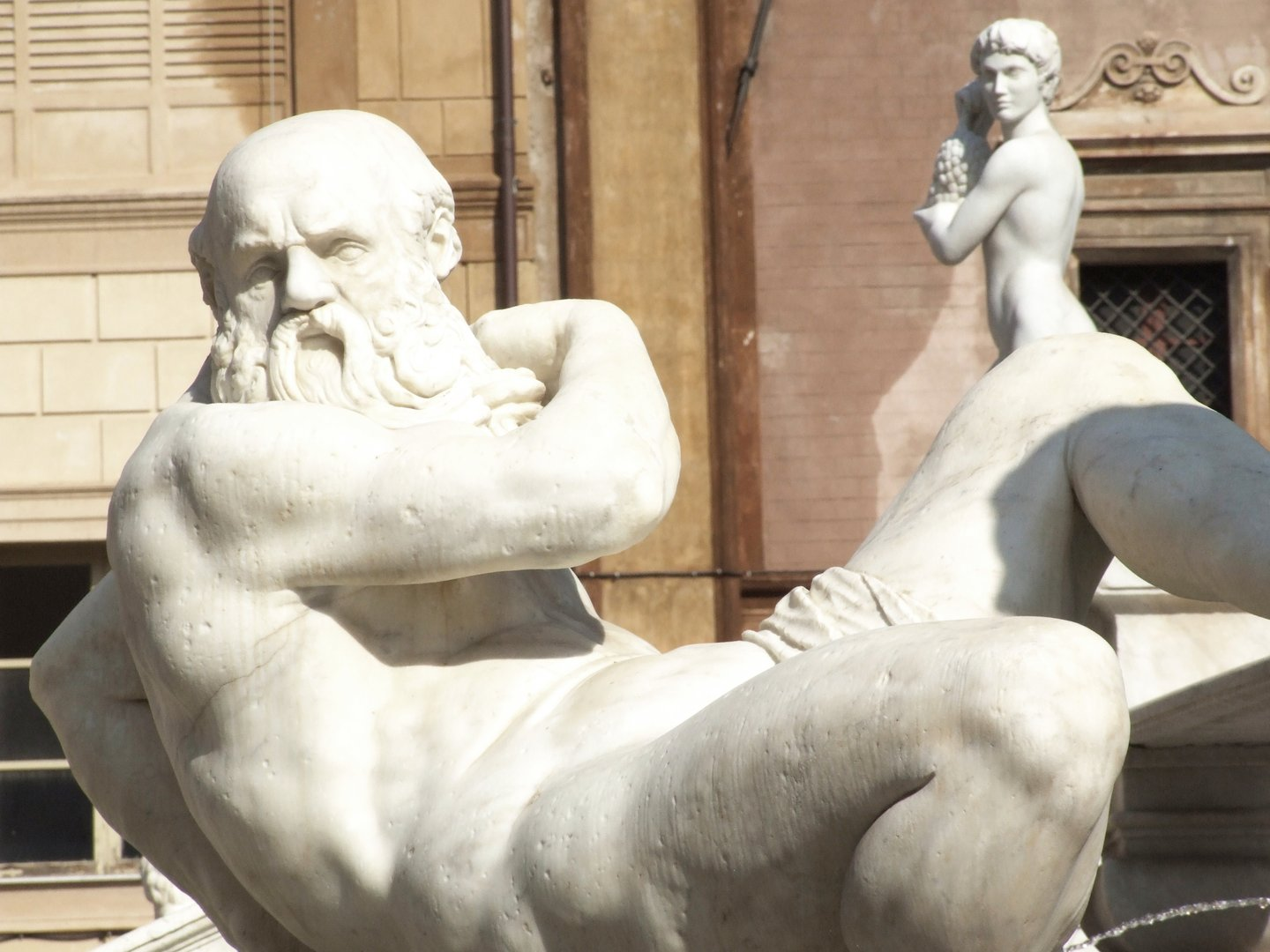
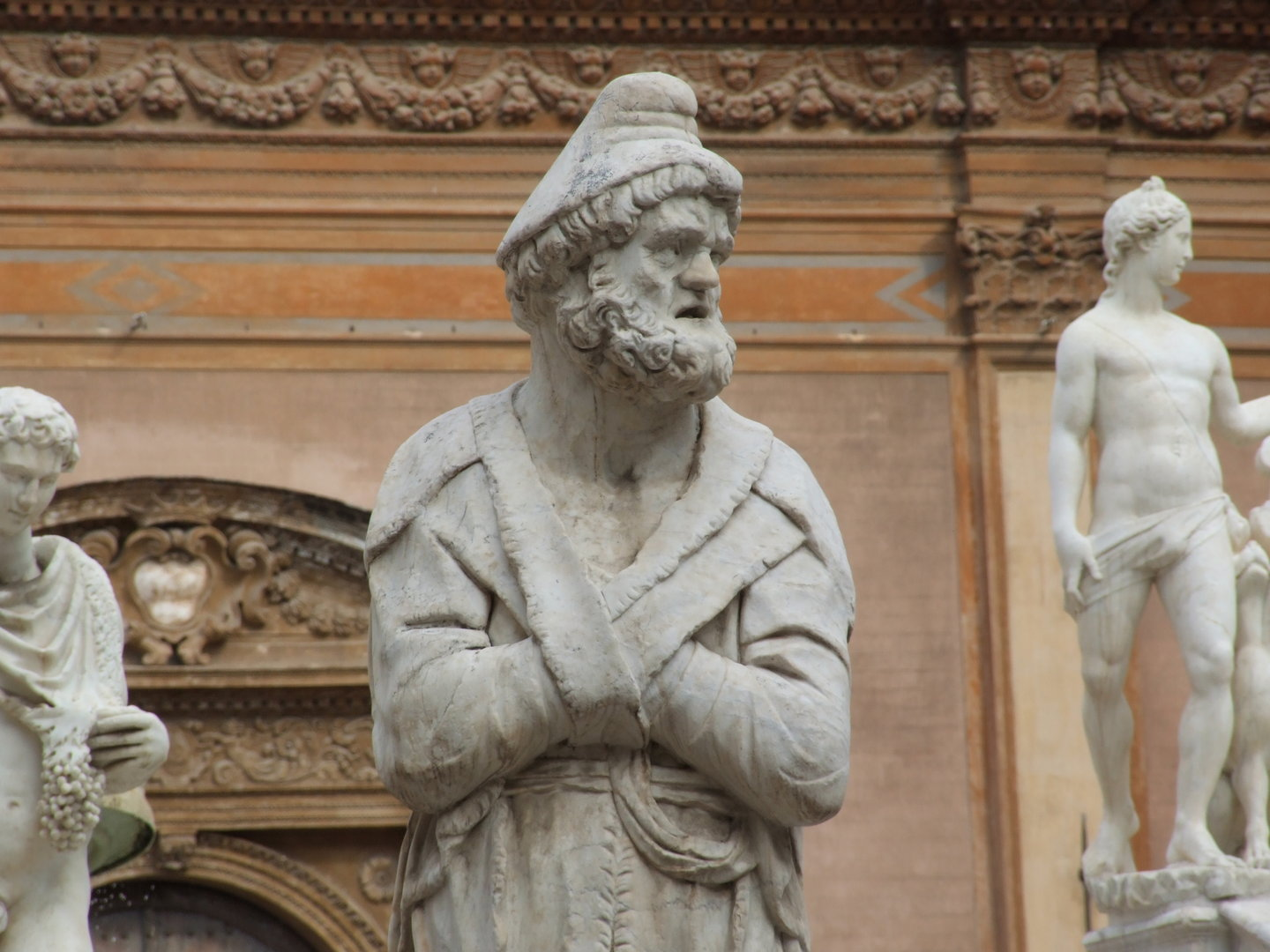
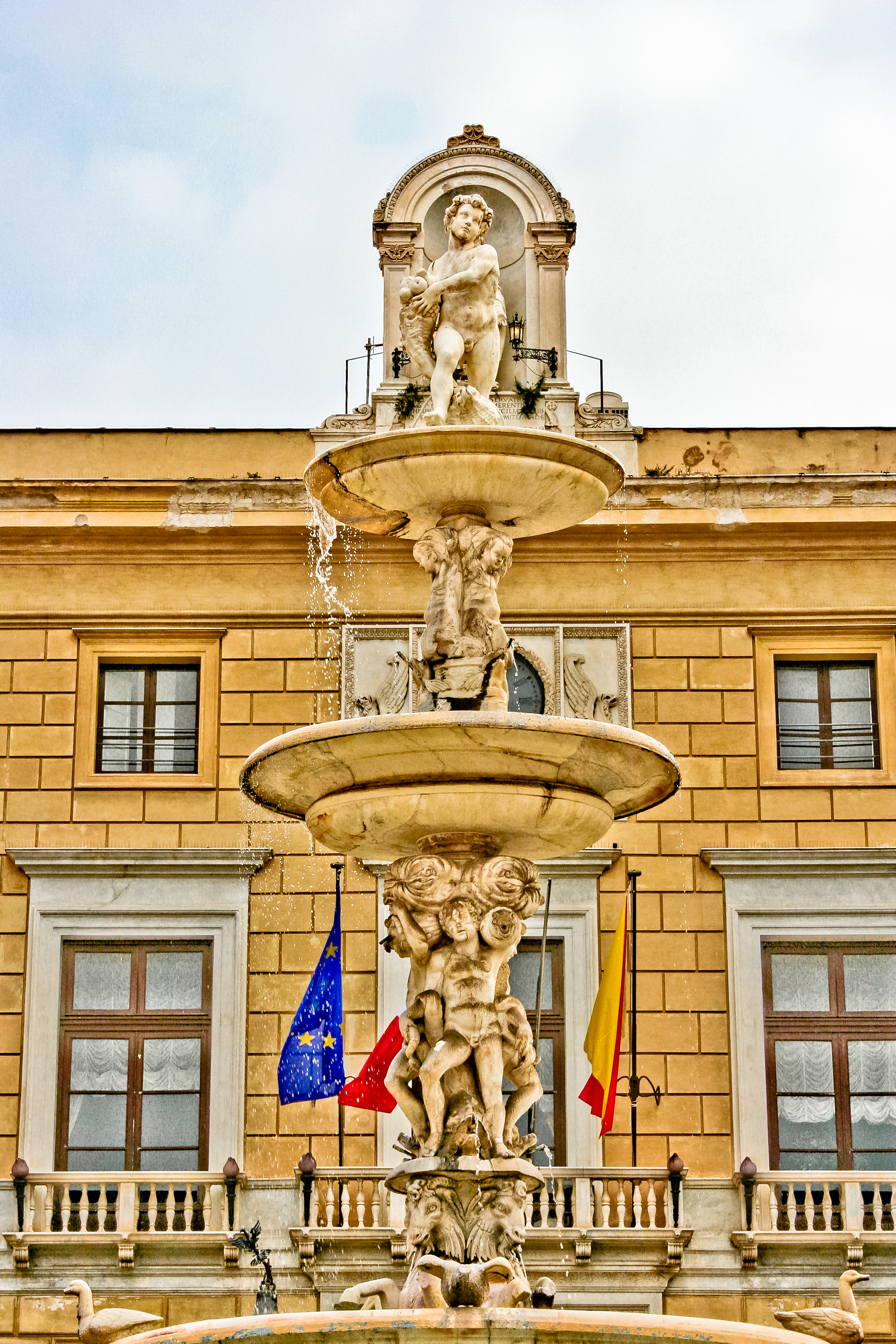
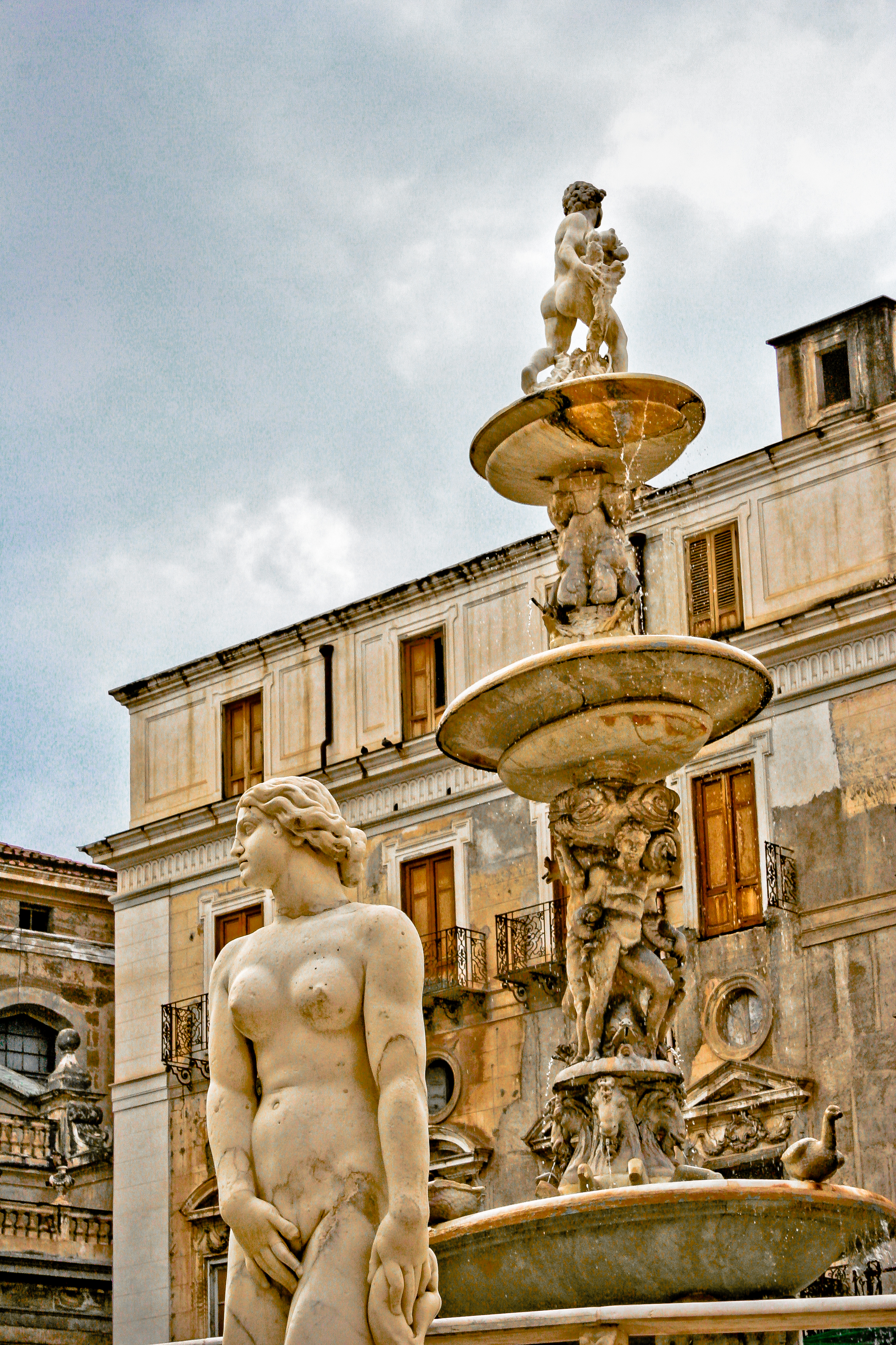
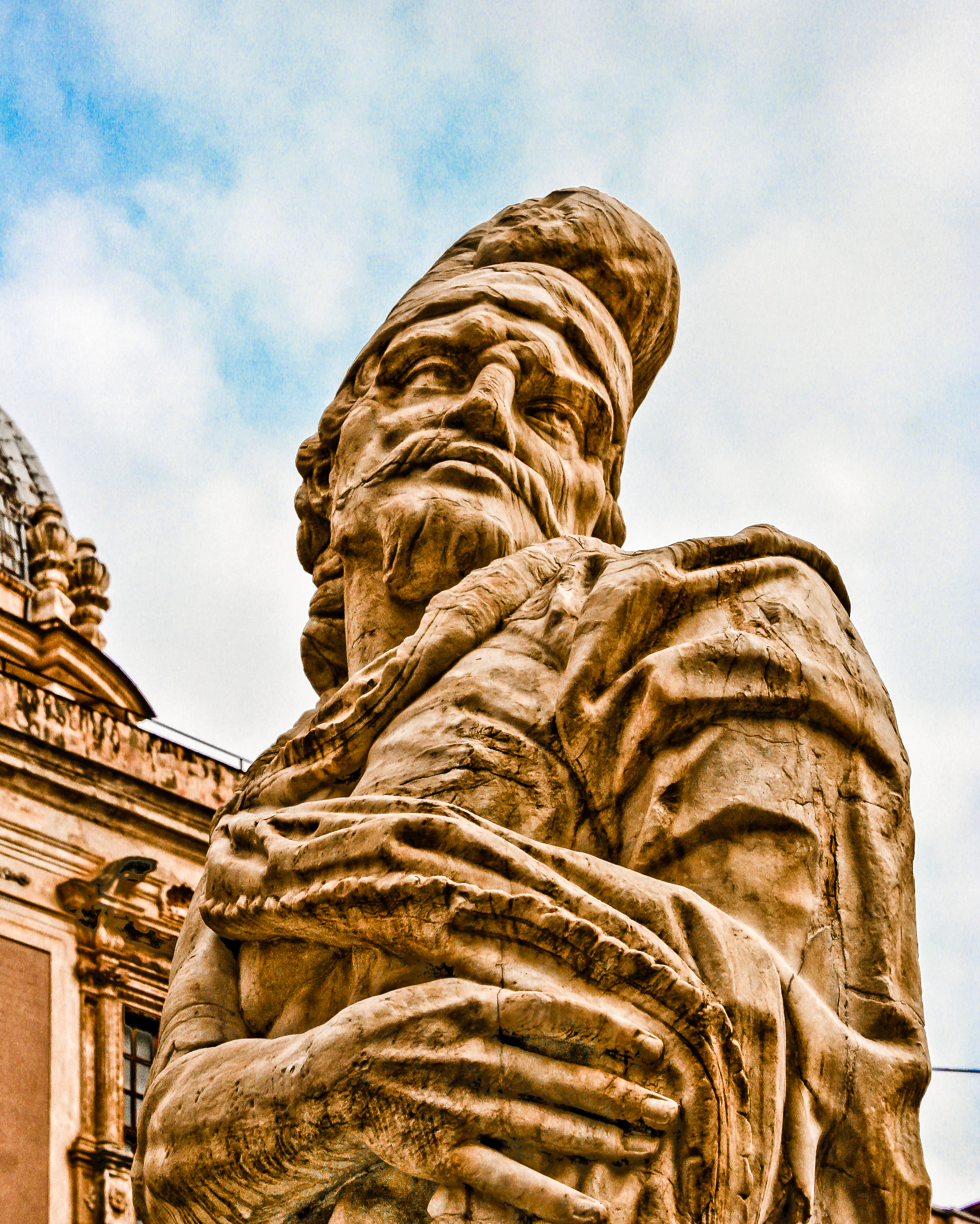

## Voir également
- Piazza Pretoria